# Magia por simpatia
Magia por simpatia, também conhecida como magia imitativa, é um tipo de magia baseada na imitação ou correspondência.

## Semelhança e contágio
James George Frazer cunhou o termo "magia simpática" em The Golden Bough (1889); Richard Andree, no entanto, antecipou Frazer, escrevendo sobre encantamento-simpatia (em alemão:  Sympathie-Zauber) em seu Ethnographische Parallelen und Vergleiche de 1878. Frazer subcategorizou a magia simpática em duas variedades: aquela que se baseia na semelhança e aquela que se baseia no contato ou "contágio":

Se analisarmos os princípios de pensamento nos quais a magia se baseia, provavelmente descobriremos que eles se dividem em dois: primeiro, que semelhante produz semelhante, ou que um efeito se assemelha à sua causa; e, segundo, que as coisas que uma vez estiveram em contato umas com as outras continuam a agir umas sobre as outras à distância após o contato físico ter sido interrompido. O primeiro princípio pode ser chamado de Lei da Similaridade, o último de Lei do Contato ou Contágio. Do primeiro destes princípios, nomeadamente a Lei da Semelhança, o mágico infere que ele pode produzir qualquer efeito que desejar simplesmente imitando-o: do segundo ele infere que tudo o que ele fizer a um objeto material afetará igualmente a pessoa com quem o objeto esteve em contato uma vez, quer fizesse parte de seu corpo ou não.

## Imitação
A imitação envolve o uso de efígies, fetiches ou bonecos para afetar o ambiente das pessoas, ou as próprias pessoas. Os bonecos vodu são um exemplo de fetiches utilizados desta forma: o praticante utiliza uma mecha de cabelo do boneco para criar um elo (também conhecido como "taglock") entre o boneco e o doador dessa mecha. Dessa forma, acredita-se que o que acontece com a boneca também acontecerá com a pessoa.

## Correspondência
A correspondência baseia-se na ideia de que se pode influenciar algo com base na sua relação ou semelhança com outra coisa. Muitas crenças populares sobre as propriedades das plantas, frutas e vegetais evoluíram na medicina popular de diferentes sociedades devido à magia simpática. Isso inclui crenças de que certas ervas com seiva amarela podem curar a icterícia, que as nozes podem fortalecer o cérebro devido à semelhança das nozes com o cérebro, que o suco de beterraba vermelha é bom para o sangue, que raízes em formato fálico curam a impotência masculina, etc.; muitos deles se enquadram na Doutrina das Assinaturas.
Foi documentado que muitas sociedades acreditam que, em vez de exigir uma imagem de um indivíduo, a influência pode ser exercida através de algo que eles tocaram ou usaram. Conseqüentemente, os habitantes de Tana, Vanuatu, na década de 1970, eram cautelosos ao jogar fora alimentos ou perder uma unha, pois acreditavam que esses pequenos restos de itens pessoais poderiam ser usados para lançar um feitiço que causava febre. Da mesma forma, um compêndio de magia popular russa do século 18 descreve como alguém pode ser influenciado borrifando sal amaldiçoado em um caminho frequentemente usado pela vítima, enquanto uma princesa herdeira de Joseon, Coreia do século 15, é registrada como tendo cortado os sapatos da amante de seu marido em pedaços e os queimou.